# بخش میدلتون (شهرستان کلمبیانا، اوهایو)
بخش میدلتون (به انگلیسی: Middleton Township) یک منطقهٔ مسکونی در ایالات متحده آمریکا است که در شهرستان کلمبیانا، اوهایو واقع شده‌است.
 بخش میدلتون ۹۱٫۷ کیلومتر مربع مساحت و ۳٬۶۱۲ نفر جمعیت دارد و ۳۴۸ متر بالاتر از سطح دریا واقع شده‌است.